# شانارال، شیلی
شانارال، شیلی (به اسپانیایی: Chañaral) یک سکونتگاه مسکونی در شیلی است که در Chañaral Province واقع شده‌است.

## خصوصیات
شانارال ۵٬۷۷۲٫۴ کیلومترمربع مساحت و ۱۳٬۱۴۳ نفر جمعیت دارد و ۱۹۸ متر بالاتر از سطح دریا واقع شده‌است.